# Julija Petrova
Julija Sergeevna Petrova (in russo Юлия Сергеевна Петрова?; Čeljabinsk, 24 maggio 1979) è un'ex pallanuotista russa, vincitrice di una medaglia di bronzo ai giochi olimpici di Sydney 2000.